# Microxydia
Microxydia là một chi bướm đêm thuộc họ Geometridae.